# Kod EMS
Kod EMS (ang. Easy Mind System) jest to system stworzony przez Międzynarodową Federację Felinologiczną FIFe w celu łatwej identyfikacji kotów rasowych. 
Kod EMS opisuje cechy zewnętrzne kota i obejmuje takie elementy jak: rasę, kolor oraz jego rozłożenia na ciele, kolory oczu, rodzaje ogona i uszu.
Podstawowy kod składa się z elementów: ABC d 0x 2x 5x 6x 7x
- "ABC" – to trzyliterowe oznaczenie rasy kota
- "d" – mała litera oznacza kolor sierści
- "01-03" – dwucyfrowa liczba z przedziału 01-03 oznacza stosunek bieli do reszty koloru/kolorów
- "09" – nieokreślona ilość koloru białego
- "11" – shaded - (strefowe zabarwienie włosa) cieniowany
- "12"– (strefowe zabarwienie włosa) shell
- "21-25" – liczby te określają rodzaj pręgowana
- "51-54" – typ ogona
- "61-67" – kolor oczu
- "71-73" – typ uszu

Dodatkowo oznacza się płeć:
- 1,0 – kocur
- 0,1 – kotka

## Oznaczenie poszczególnych ras
- Koty egzotyczne i perskie (kategoria I)
  - EXO – kot egzotyczny (Exotic)
  - PER – kot perski (Persian)

- koty półdługowłose (kategoria II)
  - ACL – amerykański curl długowłosy (American Curl longhair)
  - ACS – amerykański curl krótkowłosy (American Curl shorthair)
  - MCO – Maine Coon (Maine Coon)
  - NEM – Neva Masquerade (rasa siostrzana SIB)[1]
  - NFO – kot norweski leśny (Norwegian Forest)
  - RAG – ragdoll (Ragdoll)
  - SBI – święty kot birmański (Birman)
  - SIB – kot syberyjski (Siberian)
  - SRL – kot rex selkirk długowłosy
  - SRS – kot rex selkirk krótkowłosy
  - TUA – Angora turecka (Turkish Angora)
  - TUV – turecki van (Turkish Van)

- koty krótkowłose (kategoria III)
  - ABY – kot abisyński (Abyssinian)
  - BEN – kot bengalski (Bengal)
  - BML – kot burmilla (Burmilla)
  - BSH (dawniej BRI) – kot brytyjski (British)
  - BUR – kot burmski (Burmese)
  - CHA – kot kartuski (Chartreux)
  - CRX – kot cornish rex (Cornish Rex)
  - CYM – kot cymric (Cymric)
  - DSP – kot doński sfinks
  - DRX – kot devon rex (Devon Rex)
  - EUR – kot europejski (European)
  - GRX – kot niemiecki rex (German Rex)
  - JBT – kot japoński bobtail (Japanese Bobtail)
  - KBL – kot kurylski bobtail długowłosy (Kurilean Bobtail longhair)
  - KBS – kot kurylski bobtail krótkowłosy (Kurilean Bobtail shorthair)
  - KOR – kot korat (Korat)
  - MAN – kot Manx (Manx)
  - MAU – kot egipski mau (Egyptian Mau)
  - OCI – kot ocikat (Ocicat)
  - RUS – kot rosyjski niebieski (Russian)
  - SIN – kot singapurski (Singapura)
  - SNO – kot snowshoe (Snowshoe)
  - SOK – kot sokoke (Sokoke)
  - SOM – kot somalijski (Somali)
  - SPH – kot sfinks (Sphynx)

- koty orientalne (kategoria IV)
  - BAL – kot balijski (Balinese)
  - ORL – kot orientalny długowłosy (Oriental longhair)
  - ORS – kot orientalny krótkowłosy (Oriental shorthair)
  - SIA – kot syjamski (Siamese)
  - SYL – kot seszelski długowłosy (Seychellois longhair)
  - SYS – kot seszelski krótkowłosy (Seychellois shorthair)
  - PEB – peterbald (sfinks petersburski)

- rasy kotów nie uznane przez FIFe
  - ABL – kot amerykański bobtail długowłosy
  - ABS – kot amerykański bobtail krótkowłosy
  - AMS – kot amerykański krótkowłosy
  - AMW – kot amerykański szorstkowłosy
  - ASL – kot azjatycki długowłosy
  - ASS – kot azjatycki krótkowłosy
  - BOL – kot bombay długowłosy
  - BOS – kot bombay krótkowłosy
  - BRX – kot rex bohemian
  - CEY – kot cejloński
  - CLS – kot kalifornijski spangled
  - MCK – kot munchkin
  - NEB – kot nebelung
  - SFL – kot szkocki zwisłouchy długowłosy
  - SFS – kot szkocki zwisłouchy krótkowłosy
  - STE – kot sterling
  - SYL – kot seychellois długowłosy
  - SYS – kot seychellois krótkowłosy
  - THA – kot tajski
  - TIF – kot tiffany
  - TOL – kot tonkijski długowłosy
  - TOS – kot tonkijski krótkowłosy

- inne oznaczenia
  - XLH – nieuznana rasa długowłosa
  - XSH – nieuznana rasa krótkowłosa
  - HCS – kot domowy

## Oznaczenia koloru sierści
- a – niebieski (blue)
- b – czekoladowy (chocolate)
- c – liliowy (lilac)
- d – rudy (red)
- e – kremowy (cream)
- f – szylkret czarny (black tortie)
- g – szylkret niebieski (blue tortie)
- h – szylkret czekoladowy (chocolate tortie)
- j – szylkret liliowy (lilac tortie)
- m – karmelowy lub morelowy (caramel or apricot)
- n – czarny (black)
- o – cynamonowy (cinnamon)
- p – płowy (fawn)
- q – szylkret cynamonowy (cinnamon (sorrel) tortoiseshell)
- r – szylkret płowy (fawn tortoiseshell)
- s – dymny (7/8 włosa ciemno zabarwione, biała sierść tylko przy skórze)
- w – biały (white)
- x – kolor nieuznawany (any unrecognized colour)
- y – złoty (golden)
- at – jasny bursztynowy – stosowany tylko dla kotów norweskich leśnych
- nt – bursztynowy – oznaczenie stosowane tylko dla kotów norweskich leśnych

## Oznaczenie rysunku na sierści
- 01 van (van) – charakterystyczne łaty na głowie i ogonie
- 02 arlekin (harlequin) – łaty na całym ciele
- 03 dwubarwny (bicolour)
- 04 białe "rękawiczki" i pas na brzuchu (mitted) – dotyczy tylko rasy ragdoll
- 05 typ snowshoe (snowshoe)- kot z oznaczeniami oraz białymi łatami na piersi, twarzy, łapkach.
- 09 nieokreślona ilość białego (unspecified amount of white)
- 11 cieniowany (shaded) – kolor "srebrny" (1/4 włosa zabarwiona )
- 12 szynszylowy (shell) – kolor tylko na końcówce włosa (1/8 włosa zabarwiona)
- 21 nieokreślony rysunek pręgowania – np. u kotów z oznaczeniami point (unspecified tabby pattern)
- 22 rysunek pręgowany tabby (blotched tabby)
- 23 rysunek tygrysi tabby (mackerel tabby)
- 24 rysunek cętkowany tabby (spotted tabby)
- 25 tickt tabby (ticked tabby) – wszystkie koty abisyńskie i somalijskie mają ten kod
- 31 znaczenia burmskie piont (Burmese shading pattern)
- 32 znaczenia tonkijskie point (Tonkinese shading pattern)
- 33 znaczenia himalajskie point (syjamskie) (Himalayan pointed pattern)

## Oznaczenie typu ogona
- 51 brak ogona (rumpy)
- 52 ogon w postaci wyrostka (riser)
- 53 ogon szczątkowy, nie dłuższy niż 3-4cm (stumpy)
- 54 ogon normalny (longie)

## Oznaczenie koloru oczu
- 61 niebieski
- 62 pomarańczowy
- 63 różne – jedno pomarańczowe, drugie niebieskie
- 64 zielony
- 65 burmskie (złote)
- 66 tonkijskie (turkusowe)
- 67 syjamskie (niebieskie)

## Oznaczenie typu uszu
- 71 uszy proste
- 72 uszy wywinięte (curled) – kod ten podaje się tylko dla rasy amerykański curl
- 73 uszy zwisłe, załamane (folded)

Źródło: Międzynarodowa Federacja Felinologiczna